# Superkubok Rossii 2021
La Supercoppa di Russia 2021 (ufficialmente in russo Суперкубок России 2021?, Superkubok Rossii 2021) è stata la diciannovesima edizione della Supercoppa di Russia.
Si è svolta il 17 luglio 2021 alla Stadio di Kaliningrad tra lo Zenit San Pietroburgo, vincitore della Prem'er-Liga 2020-2021, e la Lokomotiv Mosca, vincitrice della Coppa di Russia 2020-2021. Lo Zenit San Pietroburgo ha conquistato il trofeo per la sesta volta nella sua storia, vincendo per 3-0 contro la Lokomotiv Mosca.

## Le squadre
| Squadre               | Qualificazione                          | Partecipazioni precedenti (il grassetto indica la vittoria) |
| --------------------- | --------------------------------------- | ----------------------------------------------------------- |
| Zenit San Pietroburgo | Vincitore della Prem'er-Liga 2020-2021  | 8 (2008, 2011, 2012, 2013, 2015, 2016, 2019, 2020)          |
| Lokomotiv Mosca       | Vincitrice della Kubok Rossii 2020-2021 | 8 (2003, 2005, 2008, 2015, 2017, 2018, 2019, 2020)          |

## Tabellino
| Arbitro: | Pavel Kukujan (Soči) |

|                                    |           |  |
| Kuzjaev 27’ Azmoun 57’ Erochin 83’ | Marcatori |  |